# Aloha Stadium
Das Aloha Stadium ist ein American-Football- und Baseball-Stadion in ʻAiea auf der Insel Oʻahu im US-Bundesstaat Hawaii. Neben dem Sport fanden auch Konzerte statt. Seit Ende 2020 ist es geschlossen.

## Geschichte
Die Anlage wurde am 12. September 1975 eröffnet und bot zuletzt 50.000 Zuschauern. Am Tag darauf verloren die Hawaii Rainbow Warriors bei der ersten Sportveranstaltung im neuen Stadion gegen die Texas A&I Javelinas (9:43). Zwischen 1975 und 2020 wurde die Spielstätte von der NCAA-College-Footballmannschaft der Hawaii Rainbow Warriors für die Heimspiele genutzt. Von 1980 bis 2009 wurde 30 Mal in Folge der Pro Bowl, das All-Star-Game der National Football League (NFL), im Aloha Stadium ausgetragen. Bis 2009 war es das letzte Spiel der Saison nach dem Super Bowl. Von 2011 bis 2014 und 2016 kehrte die Partie nach ʻAiea zurück. Des Weiteren wurden über die Jahre verschiedene Bowl Games der NCAA im Aloha Stadium ausgetragen. Die Minor-League-Baseballmannschaft der Hawaii Islanders war von 1976 bis 1987 im Stadion auf Oʻahu beheimatet. Kurzzeitig trugen The Hawaiians (1975) der World Football League und 1977 die Fußballmannschaft Team Hawaii (North American Soccer League) ihre Heimspiele vor ihrer Auflösung im Aloha Stadium aus.
Am 17. Dezember 2020 wurde die Sportstätte aufgrund struktureller Mängel durch Korrosion von den Behörden dauerhaft geschlossen. Die salzige Meeresluft setzte der Stahlkonstruktion des Stadions zu. Die Haupttribüne und die Gegentribüne ließen sich bis 2007 mechanisch auseinanderfahren, so dass Platz für das Baseball- oder Fußballfeld gegeben war. 2007 wurden die Tribünen allerdings festgestellt und eine Nutzung für Baseball war seitdem nicht mehr möglich. Ein neues Aloha Stadium soll an gleicher Stelle errichtet werden. Der Bundesstaat plant durch eine öffentlich-private Partnerschaft den Neubau zu finanzieren. Das Projekt NASED (New Aloha Stadium Entertainment Distict) umfasst neben dem Stadion auch ein Unterhaltungsviertel. Der Stadionbau mit 35.000 Sitzplätzen soll 2023 beginnen, rund 350 Mio. US-Dollar kosten und etwa drei Jahre dauern. Anfang Juli 2022 unterzeichnete der Gouverneur von Hawaii, David Ige, ein Budget von 400 Mio. US-Dollar das in das Projekt NASED mit der Errichtung eines neuen Stadions fließen wird. Den Plänen nach soll das alte Aloha Stadium Ende 2023 oder Anfang 2024 abgerissen werden. Der Neubau soll Ende 2025, rechtzeitig zur College- und Highschool-Footballsaison 2026, fertiggestellt werden.
Im August 2025 wurde bekannt, dass die Fertigstellung der Anlage auf März 2029 verschoben wurde. Davor ging man von einer Eröffnung zur College-Football-Saison 2028 aus. Die Zahl der Zuschauerplätze wurde von 25.000 auf 22.500 gesenkt. Neben College-Football könnten im Stadion auch Fußball und Rugby ausgetragen werden. Die Baukosten werden voraussichtlich 475 Millionen US-Dollar (rund 406 Millionen Euro) betragen. Der Abriss des Aloha Stadium soll noch im August 2025 beginnen.

## Swap Meet and Marketplace
Dreimal pro Woche findet im Stadion ein Flohmarkt und Markt (Swap Meet and Marketplace) statt.

## Galerie

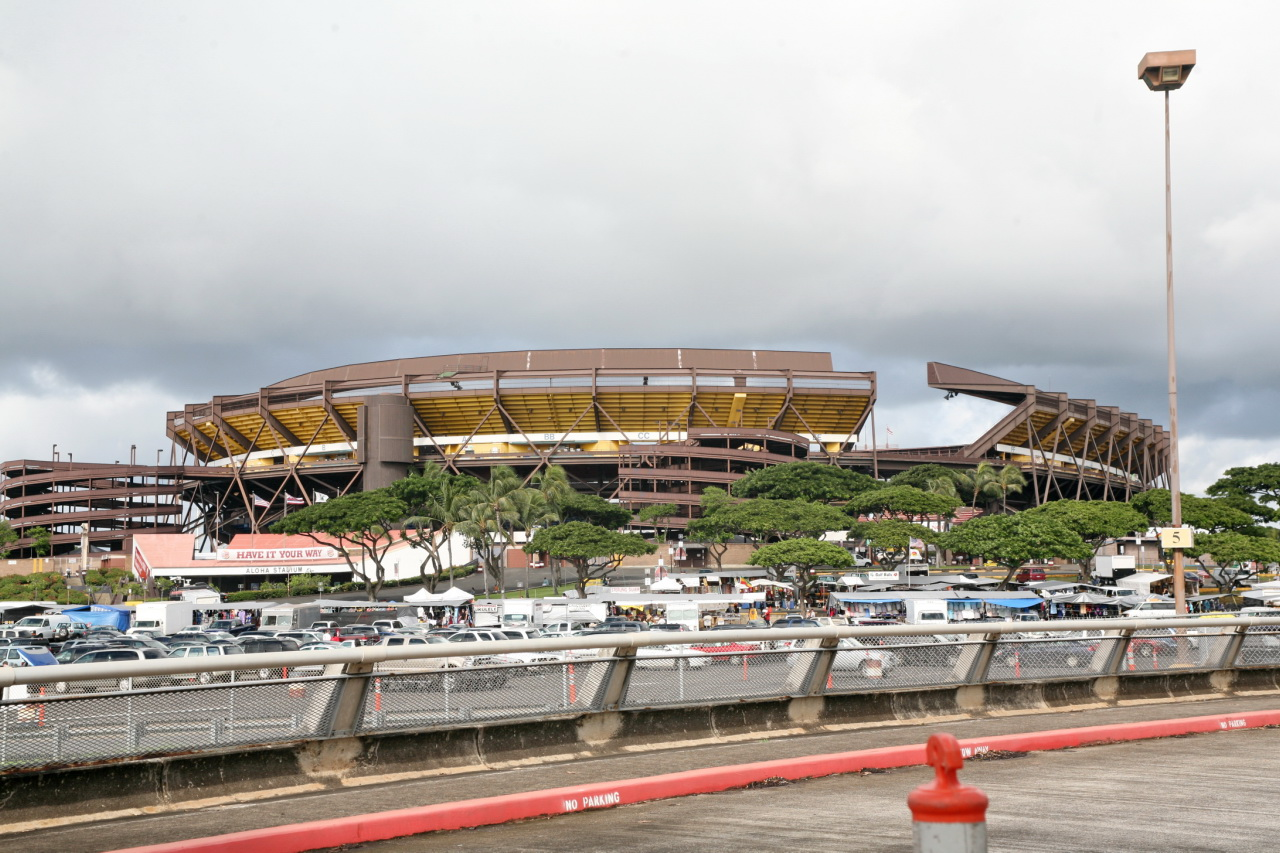
Swap Meet and Marketplace (2007)
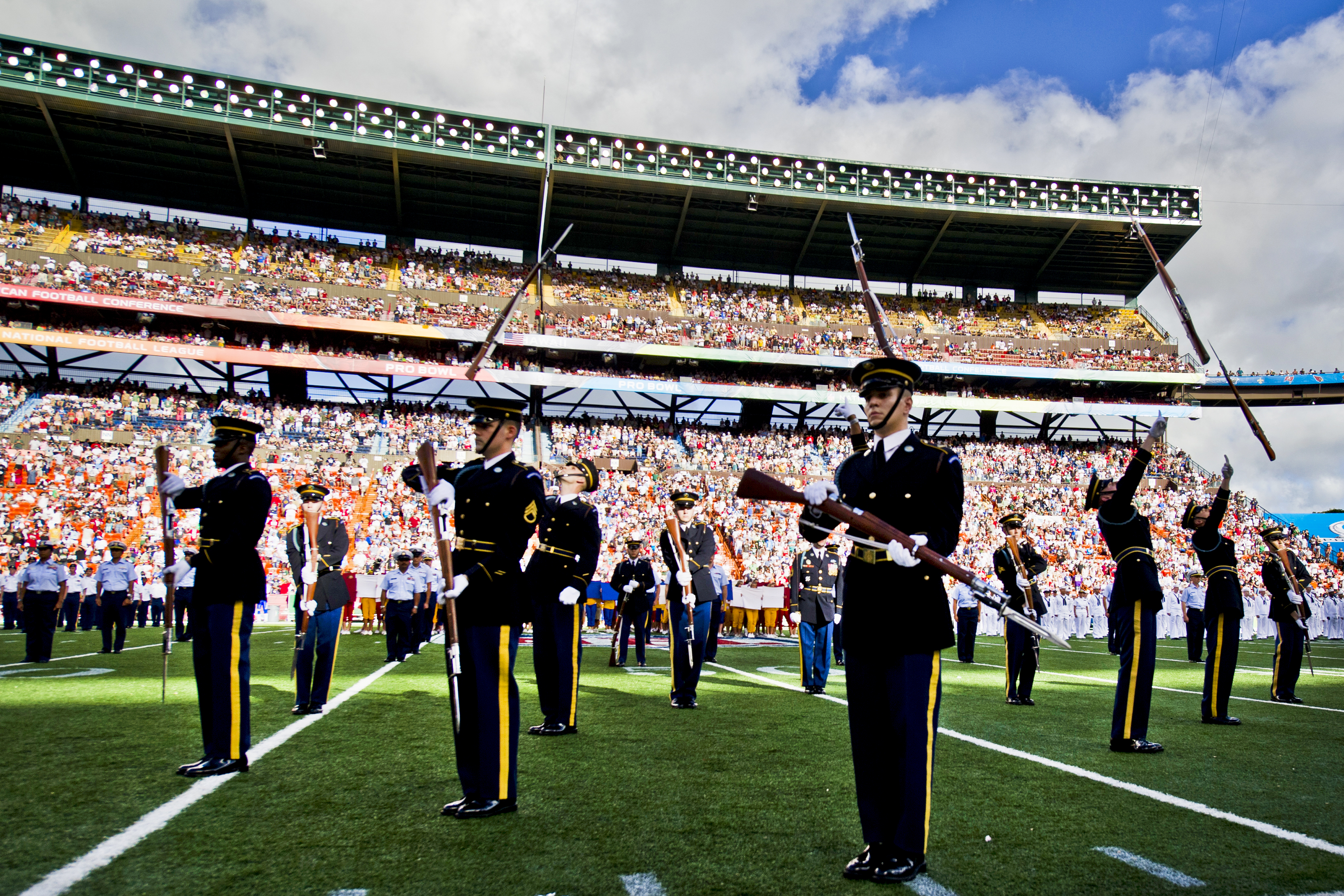
Drillteam der U.S. Army beim Pro Bowl 2012
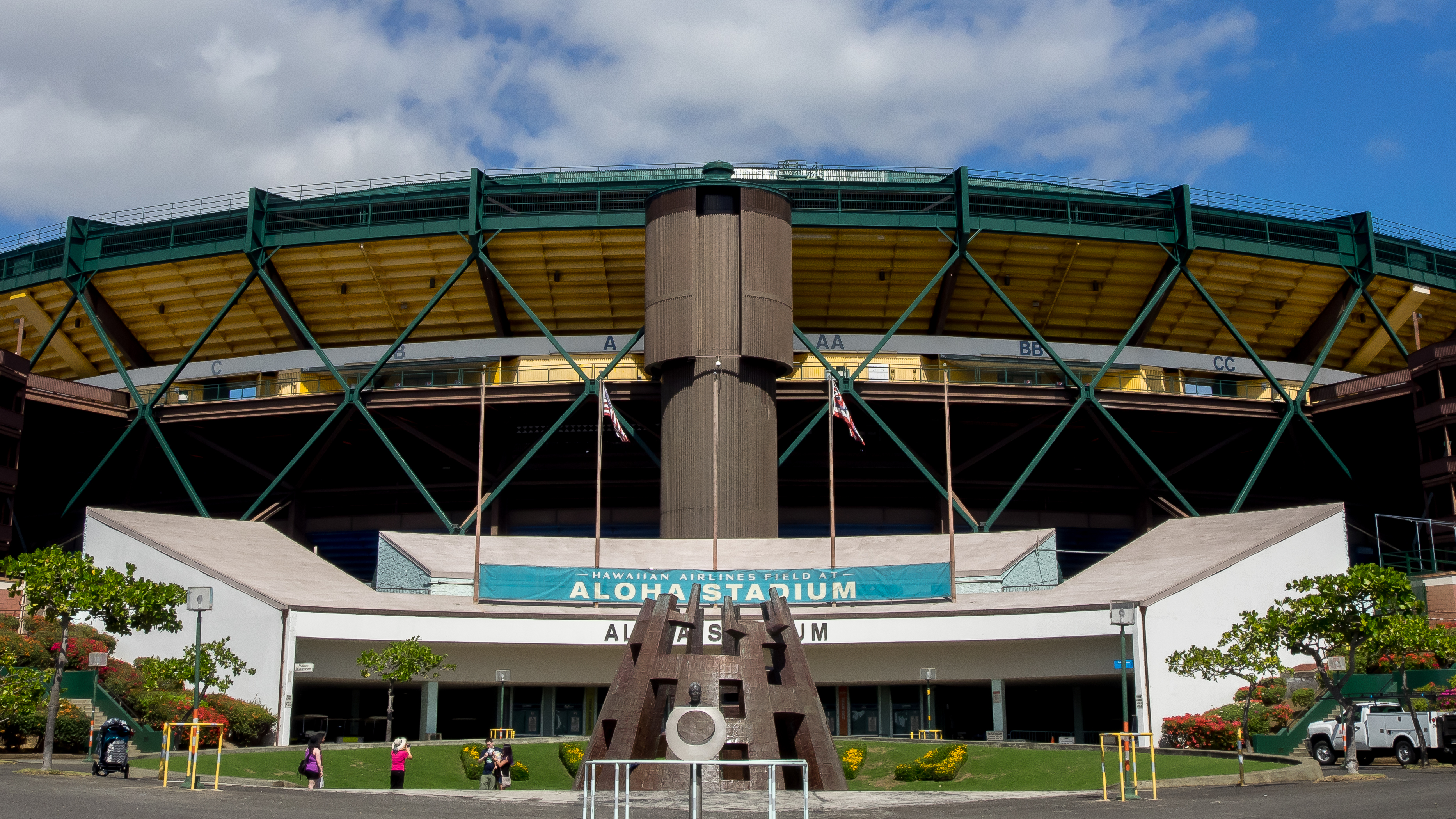
Vor dem Stadion (Februar 2015)
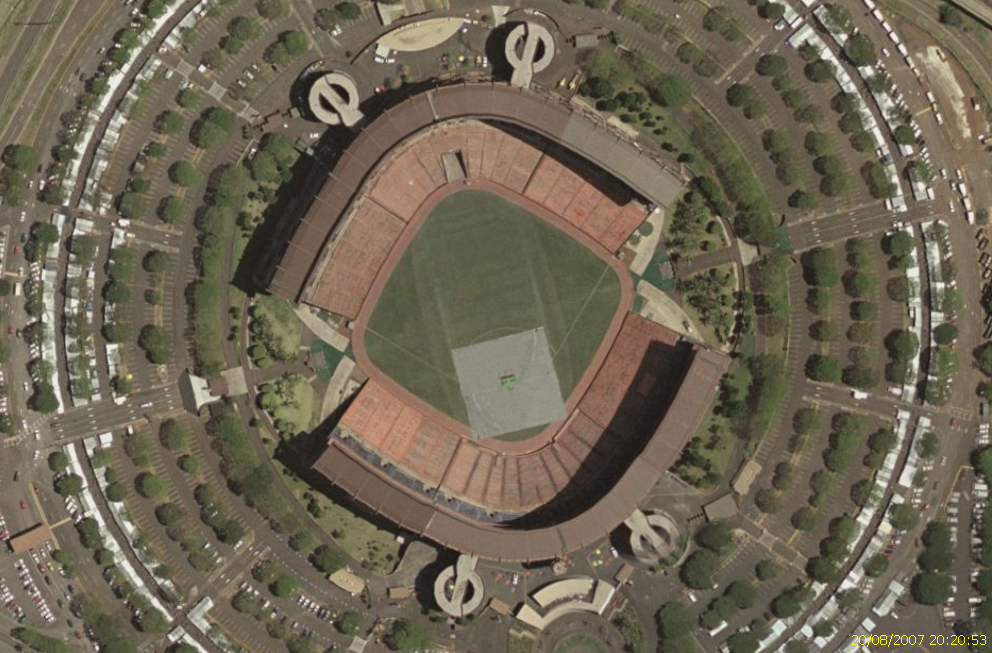
Satellitenbild des Stadions in Baseball- und Fußballkonfiguration
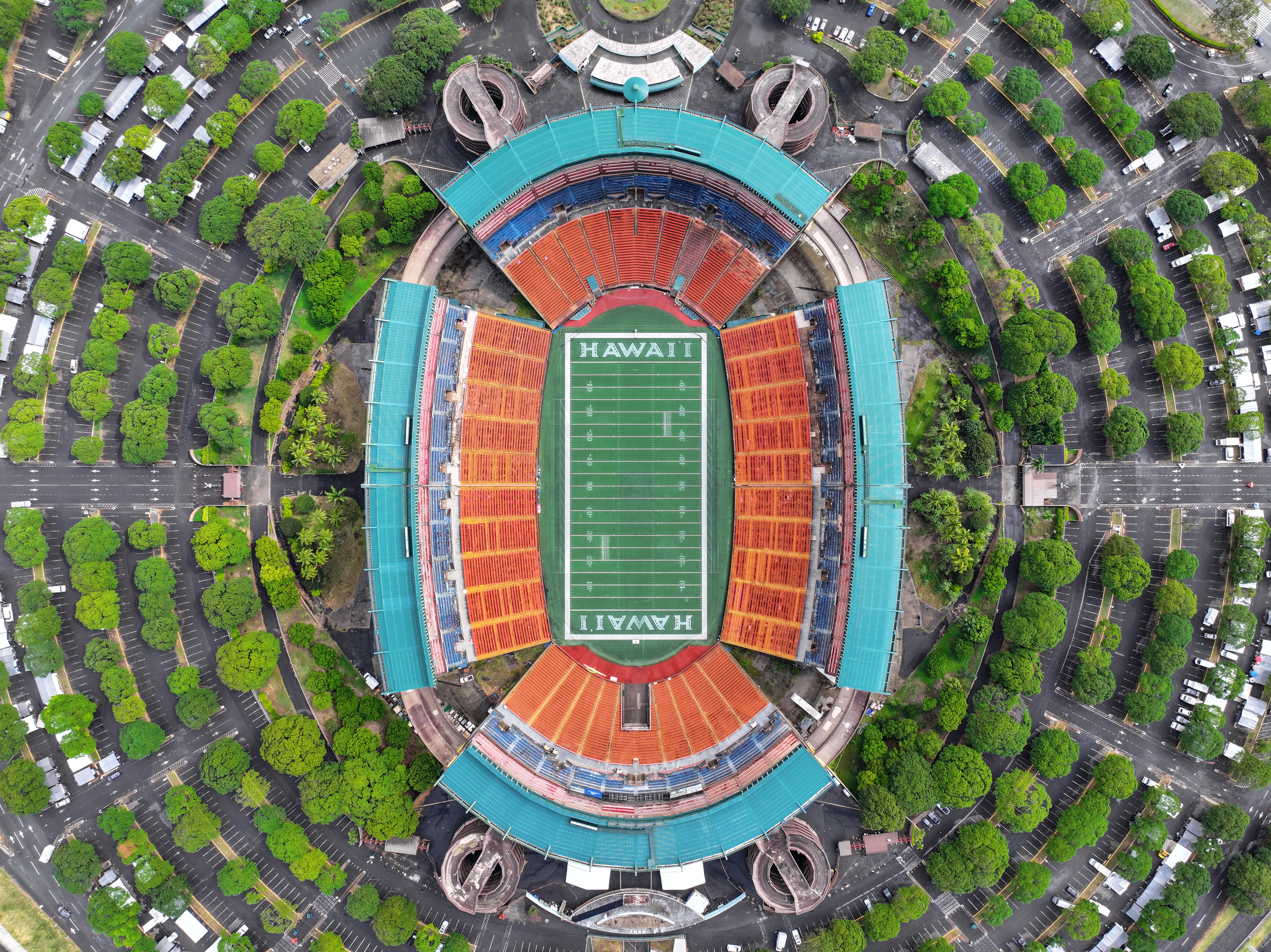
Satellitenbild des Stadions in Footballkonfiguration (März 2024)